# 炭酸ランタン
炭酸ランタン水和物（たんさんランタンすいわぶつ、英: Lanthanum Carbonate Hydrate，La2(CO3)3は、ランタン(III)イオンと炭酸イオンによって形成される塩であり、高リン血症の治療に用いられる医薬品でもある。

## 鉱物
炭酸フッ素ランタンはバストネス石 (bastnäsite) の成分である。

## 無機化学
炭酸ランタンは、ランタン化学の出発物質として、特に混合酸化物の形成に使用される。
- 主に固体酸化物燃料電池に使用される亜マンガン酸ランタンストロンチウム
- La2-xSrxCuO2 等の高温超伝導体

## 医薬品

### 効能・効果
慢性腎臓病患者における高リン血症の改善

### 作用機序
炭酸ランタンの水への溶解度は20℃で1.24mg/Lでありほとんど溶けないが酸に溶ける。経口投与後、胃酸により溶解し、食品中のリン酸塩と結合して水に不溶なリン酸ランタンを形成し、体内へのリン酸取り込みを抑制する。

### 副作用
副作用として筋肉痛、筋痙攣、末梢性浮腫などが知られているので、臨床的に監視する必要がある。

## その他の用途
炭酸ランタンは、ガラスの着色、水処理、炭化水素の分解触媒としても使用される。